# 타카오카 소스케
다카오카 소스케(일본어: 高岡 蒼甫, 1982년 2월 8일 ~)는 일본의 배우이다. 영화 《배틀로얄》의 스기무라 히로키, 《박치기》의 재일 조선인 리안성(李安成) 역 등으로 알려져 있으며, 2007년 6월, 배우 미야자키 아오이와 결혼했으나 2011년 12월 28일 이혼했다.

## 특기점
- 야구가 특기로 초등학교 때는 프로야구선수가 장래 희망이었다고 한다.
- 1999년 드라마 《천국의 키스》로 데뷔하였고, 2005년 영화 박치기로 일본 다카사키 영화제 최우수 남우상을 수상하였다.
- 2006년 3월 방한 시 "개인적으로 일본이란 나라를 별로 좋아하지 않는다. 한국에 대해 일본은 비열했다고 생각한다. 일본 정부가 국민에게 올바른 정보를 전해주기를 바란다"라는 내용의 발언을 한 것을 두고 2채널의 우익 성향 네티즌으로부터 "반일"로 낙인찍혀 이후 안티가 늘어났다. 이에 대해 자신의 블로그에서 2채널 이용자들에 대한 반대 의사를 분명히 밝힌 후에 "일본이 좋기 때문에 지금의 일본이 싫다"라는 내용의 반론글을 올렸다. 현재 그의 블로그는 안티의 공세에 의해 폐쇄된 상태이다.
- 2011년 7월 25일 자신의 트위터에 "한 때 후지TV에 신세를 진 적이 있지만 지금은 그곳이 한국 방송국이 아닌가 하는 의심이 든다"라는 글을 올렸다. 이어 "(방송을 보면) 지금 여기가 어느 나라인지라는 생각도 든다. 그럴 때는 기분이 나쁘다"라며 한류에 대한 적대심을 숨기지 않았다.[1] 논란이 커지자 다카오카는 자신의 블로그에서 한국을 비난한 것이 아니라 동일본대지진 이후 일본 언론이 대지진의 참극, 방사능 위협 등의 현실을 보도 규제로 막는 등 진실을 호도, 은폐하고 외국 드라마 방영으로 시청자들의 시선을 돌리려 하는 등 일본을 잘못된 길로 이끌려고 한 데 대해 항의한 것이라고 해명했다. 그는 이어서 박치기 촬영 후 개인적인 문제로 자살을 시도하고 정신병원에서 통원 치료를 받고 신경안정제를 복용했음을 고백하고 방한 시 가진 인터뷰 이후부터 자신을 계속 비방하고 모략하는 일본 언론에 대한 적개심을 드러냈다.[2] 하지만 트위터에서 "아내는 나와 생각이 다르다.", "아, 가출할까?" 등 가정불화를 암시하는 글을 올려 소속사가 해명하는 지경에 이르렀다. 이후 다카오카는 소속사로부터 계약을 해지당했다.[3]

## 출연

### 영화
- 배틀로얄 (2000년)
- 우울한 청춘 (2002년)
- 도시오의 방 (2004년) 주연
- 박치기! (2005년)
- 루키즈: 졸업 (2009년)
- 확실히 전해 (2009년)
- 사루락 더 무비 (2010년)
- 자토이치 더 라스트 (2010년)
- 13인의 자객 (2010년) - 히오키 야소키치 역
- 삼각 (2010년) 주연
- 우리들이 있었다 (2012년)
- ROUTE42 (2013년) 주연

### 드라마
- 천국의 키스 (1999년)
- 태양의 계절 (2002년)
- 인간의 증명 (2004년) 쇼헤이 역
- 타이거 앤 드래곤 (2005년) 가네코 준 역
- 어텐션 플리즈 (2006년) 쓰카사 역
- 도쿄타워 (2007년) 도쿠모토 히로토 역
- 몹걸 (2007년) 와카야마 아키라 역
- 교섭인 (2008년) 아마리 유스케 역
- 루키즈 (2008년) 와카나 도모치카 역
- 사루락 (2009년) 야마다 역
- 리얼 클로즈 (2009년) 야마우치 다쓰로 역